# Rock Hard
Rock Hard è un EP dei Beastie Boys, pubblicato nel 1984.

## Il disco
Fu una delle prime incursioni del gruppo sia in ambito hip hop che nell'ancora sconosciuto rap rock. I Beastie Boys ritirarono l'EP dal commercio nel 1986, in seguito a minacce legali da parte degli AC/DC, per aver usato senza permesso un campionamento di Back in Black nella traccia del titolo.

## Tracce
1. Rock Hard – 5:00
2. Party's Getting Rough – 6:01
3. Beastie Groove – 3:40
4. Beastie Groove (Instrumental) – 3:40

## Formazione
- Michael Diamond - voce
- Adam Horovitz - voce
- Adam Yauch - voce